# ويليام فراي
ويليام فراي (بالإنجليزية: William Fry)‏ هو سياسي أسترالي، ولد في 12 يونيو 1909 في بالارات في أستراليا، وتوفي في 29 سبتمبر 2000 في أستراليا. حزبياً، نشط في الحزب الليبرالي الأسترالي. وقد انتخب President of the Victorian Legislative Council ‏ (29 يونيو 1976 – 18 يوليو 1979) وانتخب عضو المجلس التشريعي الفيكتوري عن دائرة Higinbotham Province ‏ (29 أبريل 1967 – 4 مايو 1979).